# Velaine-sous-Amance
Velaine-sous-Amance és un municipi francès situat al departament de Meurthe i Mosel·la i a la regió del Gran Est. L'any 2007 tenia 277 habitants.

## Demografia

### Població
El 2007 la població de fet de Velaine-sous-Amance era de 277 persones. Hi havia 100 famílies, de les quals 16 eren unipersonals (8 homes vivint sols i 8 dones vivint soles), 28 parelles sense fills, 48 parelles amb fills i 8 famílies monoparentals amb fills.
La població ha evolucionat segons el següent gràfic:
Habitants censats

### Habitatges
El 2007 hi havia 113 habitatges, 102 eren l'habitatge principal de la família, 2 eren segones residències i 9 estaven desocupats. 106 eren cases i 5 eren apartaments. Dels 102 habitatges principals, 85 estaven ocupats pels seus propietaris, 14 estaven llogats i ocupats pels llogaters i 3 estaven cedits a títol gratuït; 2 tenien una cambra, 2 en tenien dues, 8 en tenien tres, 29 en tenien quatre i 61 en tenien cinc o més. 87 habitatges disposaven pel capbaix d'una plaça de pàrquing. A 39 habitatges hi havia un automòbil i a 55 n'hi havia dos o més.

### Piràmide de població
La piràmide de població per edats i sexe el 2009 era:
| Homes | Edats   | Dones |
| ----- | ------- | ----- |
| 0     | 95 o +  | 0     |
| 0     | 90 a 94 | 0     |
| 0     | 85 a 89 | 0     |
| 4     | 80 a 84 | 8     |
| 4     | 75 a 79 | 4     |
| 4     | 70 a 74 | 4     |
| 4     | 65 a 69 | 8     |
| 8     | 60 a 64 | 0     |
| 12    | 55 a 59 | 24    |
| 8     | 50 a 54 | 0     |
| 12    | 45 a 49 | 16    |
| 20    | 40 a 44 | 12    |
| 4     | 35 a 39 | 0     |
| 16    | 30 a 34 | 12    |
| 8     | 25 a 29 | 12    |
| 16    | 20 a 24 | 4     |
| 16    | 15 a 19 | 8     |
| 4     | 10 a 14 | 8     |
| 8     | 5 a 9   | 8     |
| 8     | 0 a 4   | 12    |

## Economia
El 2007 la població en edat de treballar era de 178 persones, 124 eren actives i 54 eren inactives. De les 124 persones actives 118 estaven ocupades (70 homes i 48 dones) i 6 estaven aturades (4 homes i 2 dones). De les 54 persones inactives 24 estaven jubilades, 16 estaven estudiant i 14 estaven classificades com a «altres inactius».

### Ingressos
El 2009 a Velaine-sous-Amance hi havia 111 unitats fiscals que integraven 312 persones, la mediana anual d'ingressos fiscals per persona era de 20.136 €.

### Activitats econòmiques
Dels 3 establiments que hi havia el 2007, 2 eren d'empreses de construcció i 1 d'una empresa classificada com a «altres activitats de serveis».
Dels 2 establiments de servei als particulars que hi havia el 2009, 1 era una fusteria i 1 electricista.
L'any 2000 a Velaine-sous-Amance hi havia 7 explotacions agrícoles que ocupaven un total de 388 hectàrees.

## Equipaments sanitaris i escolars
El 2009 hi havia una escola elemental integrada dins d'un grup escolar amb les comunes properes formant una escola dispersa.

## Poblacions més properes
El següent diagrama mostra les poblacions més properes.